# Arhopala asakurae
Arhopala asakurae är en fjärilsart som beskrevs av Matsumura 1910. Arhopala asakurae ingår i släktet Arhopala och familjen juvelvingar. Inga underarter finns listade i Catalogue of Life.